# مارتین یونسرود سوندبی
مارتین یونسرود سوندبی (انگلیسی: Martin Johnsrud Sundby؛ زادهٔ ۲۶ سپتامبر ۱۹۸۴) اسکی‌باز صحرانوردی اهل نروژ است.